# Myjaylopil
Myhaylopil (ucraniano: Михайлопіль) es una localidad del Raión de Ivanivka en el óblast de Odesa del sur de Ucrania. Según el censo de 2001, tiene una población de 509 habitantes.